# Des Antonius von Padua Fischpredigt
Des Antonius von Padua Fischpredigt ist ein für tiefe Singstimme und Orchester komponiertes spätromantisches Kunstlied von Gustav Mahler aus seinem Liederzyklus Des Knaben Wunderhorn, das 1893 entstand. Der Text des Liedes erzählt auf ironische Weise von der legendären Predigt, die der heilige Antonius von Padua vor Fischen gehalten haben soll, nachdem niemand in die Kirche gekommen ist. Der Komponist hat neben der Orchesterfassung auch eine Version für Klavier und Singstimme komponiert. Der Tonsatz der Fischpredigt wird in erweiterter Form ebenfalls im dritten Satz seiner 2. Sinfonie verwandt.

## Hintergrund
Der Text des Liedes entstammt der Lyriksammlung Des Knaben Wunderhorn, die Clemens Brentano und Achim von Arnim zwischen 1805 und 1808 veröffentlichten. Wie die meisten der Gedichte handelt auch dieses von einem Außenseiter. Antonius von Padua war ein Zeitgenosse von Franz von Assisi, der laut der Legende den Vögeln gepredigt haben soll. Doch ähnlich den Menschen ändern auch die Fische nicht ihr übliches sündiges Verhalten durch Antonius’ fromme Worte. Daher ist der Wunsch des Komponisten, dass das Lied humorvoll dargebracht werden soll, zweischneidig: Einerseits gibt es die Ironie, dass zwar keine Menschen, aber immerhin die Bewohner der Gewässer dem späteren Heiligen zuhören, aber allein schon die von Gustav Mahler gewählte Tonart c-Moll, in der Musik der Romantik durchaus schicksalshaft-tragisch seit Ludwig van Beethoven konnotiert, verhindert eine oberflächliche Belustigung.
Wie in den meisten Gedichten der Sammlung geht es auch in der Fischpredigt um das widerspenstige Volk, wie es Friedrich Nietzsche beschrieb und Gustav Mahler zu seiner Komposition inspirierte. Die Predigt wird als Metapher für ein Kunstwerk aufgefasst, das einen belehrenden Anspruch hat. Doch die Lebewesen der Natur sind dafür nicht empfänglich, die Natur ist chaotisch und immer in Bewegung. Hinter dem Lied steht das Grundproblem des menschlichen Wissens und der Überzeugung die Wahrheit zu kennen. Die Natur hingegen ist gegenüber solchen moralischen Verkündigungen gleichgültig. Die letzten Verse des Liedes sind demnach als Kritik gegenüber jeglicher Ideologie zu verstehen.
Gustav Mahler schrieb zunächst eine Fassung für Klavier und „tiefe“ Singstimme. Sein Manuskript trägt die Angaben „Steinbach, 8. Juli 1893“. In Steinbach weilte Mahler in den Ferien und hatte dort ein sogenanntes Komponierhäuschen. Die Orchesterfassung war am 1. August fertig gestellt. Die orchestrale Uraufführung fand zusammen mit anderen Liedern des Zyklus am 29. Januar 1905 in Wien statt. Es spielte das K.u.k. Hofopernorchester unter der Leitung des Komponisten. Den Gesangspart hatte der Bariton Anton Moser.
Auch im dritten Satz (Vortragsbezeichnungen: „In ruhig fließender Bewegung“ und „Sehr gemächlich Nicht eilen“) seiner zweiten Sinfonie verwendet Mahler den Tonsatz aus der bereits fertig gestellten Fischpredigt. Dort ist er allerdings kompositorisch erheblich erweitert. In dieser Sinfonie sind der zweite Satz („Andante moderato. Sehr gemächlich. Nie eilen“) und die Fischpredigt als dritter von fünf Sätzen als eine Art Interludium und Erinnerung an den 1894 verstorbenen Dirigenten Hans von Bülow gedacht, die als Zwischenstationen zu einer Erlösung oder Auferstehung im Finale führen sollen. Die instrumental gespielten Strophen des Liedes laufen zunächst unbeirrt und scheinbar unaufhaltsam ab, doch wird dieser Ablauf oder der Weltlauf, durch heftige, laute signalartige Blechbläsermotive schließlich so gestört, dass der idyllisch-romantische Charakter des Satzes zerstört wird. Nach Adorno ist dies einer der „Ernstfälle“ in Mahlers Musik, ein Aufschrei des Verzweifelten, in denen die tiefen Schichten seiner Kompositionen zu Tage treten und alles in einem anderen Licht erscheinen lassen. Die Fischpredigt als Sinfoniesatz ist damit zerfallen und wirkt in ihren Bruchstücken nur noch wie „vergessene Requisiten auf einer verlassenen Bühne“. Gustav Mahler schreibt in einem Brief über die Fischpredigt in der 2. Sinfonie von der „Grauenhaftigkeit eines unaufhörlich bewegten, nie ruhenden, nie verständlichen Getriebe des Lebens, einem Gewoge tanzender Gestalten in einem hell erleuchteten Ballsaal, in der Sie aus dunkler Nacht hineinblicken können, aus so weiter Entfernung, daß Sie die Musik hierin nicht mehr hören!“

## Text in Gustav Mahlers Lied
Des Antonius von Padua Fischpredigt
Antonius zur Predigt

Die Kirche find’t ledig!

Er geht zu den Flüssen

und predigt den Fischen!

Sie schlag’n mit den Schwänzen!

Im Sonnenschein glänzen!

Im Sonnenschein, Sonnenschein glänzen,

sie glänzen, sie glänzen, glänzen!

Die Karpfen mit Rogen

seynd all’ hierher zogen,

hab’n d’Mäuler aufrissen,

sich Zuhörn’s beflissen!

Kein Predigt niemalen

den Fischen so g’fallen!

Spitzgoschete Hechte,

die immerzu fechten,

sind eilend herschwommen,

zu hören den Frommen!

Auch jene Phantasten,

die immerzu fasten:

die Stockfisch ich meine,

zur Predigt erscheinen.

Kein Predigt niemalen

den Stockfisch so g’fallen.

Gut Aale und Hausen,

die vornehme schmausen,

die selbst sich bequemen,

die Predigt vernehmen!

Auch Krebse, Schildkroten,

sonst langsame Boten,

steigen eilig vom Grund,

zu hören diesen Mund!

Kein Predigt niemalen

den Krebsen so g’fallen!

Fisch große, Fisch’ kleine,

vornehm’ und gemeine,

erheben die Köpfe

wie verständ’ge Geschöpfe!

Auf Gottes Begehren

die Predigt anhören!

Die Predigt geendet,

ein Jeder sich wendet.

Die Hechte bleiben Diebe,

die Aale viel lieben;

die Predigt hat g’fallen.

sie bleiben wie allen!

Die Krebs’ geh’n zurücke,

die Stockfisch’ bleib’n dicke,

die Karpfen viel fressen,

die Predigt vergessen, vergessen!

Die Predigt hat g’fallen

sie bleiben wie Allen, die Predigt hat g’fallen, hat g’fallen!

## Instrumentation und musikalische Struktur
Die Instrumentation des Liedes besteht aus:
- erster und zweiter Flötenstimme
- erster und zweiter Oboe
- erster und zweiter Klarinette in B (auch die eine Terz tiefer klingende A-Klarinette als dritte Stimme kann, wenn vorhanden, beteiligt werden)
- erstes, zweites und drittes Fagott
- erstes, zweites, drittes und viertes Horn in F
- Pauken
- zwei bis drei Schlagzeuger mit großer Trommel, Triangel, Tamtam, zusammengebundenen Ruten (die rhythmisch auf die Zarge der großen Trommel geschlagen werden), außerdem zwei Becken

Die Streichergruppe besteht aus
- erster und zweiter Violine
- Viola
- Violoncello und
- Kontrabass

Die Fischpredigt ist in der Haupttonart c-Moll geschrieben. Das musikalische Tempo gibt der Komponist mit dem Vorgaben „Behäbig. Mit Humor. Im Anfang  = 138“ an, die Achtelnote soll demnach 138-mal (Metronomwert) in der Minute angeschlagen werden. Die 196 Takte sind durchgehend in tänzerischen, scherzohaften 3/8teln geschrieben. Die Tonstärke des Stücks bewegt sich zwischen pianissimo piano () und fortissimo forte () in einigen Akzenten. Gustav Mahler weist den Holzbläsern in diesem Stück eine besondere Melodie tragende und Klangfarben gestaltende Bedeutung zu. So sollen sie nach seiner Anweisung an bestimmten Stellen, beispielsweise nachdem die Worte Kein Predigt niemalen den Stockfisch so g’fallen erklungen sind, „mit Parodie“ gespielt werden.
Das Lied dauert je nach Interpretation etwa vier Minuten. Es gibt zahlreiche Aufnahmen der „Wunderhornlieder“, die bekannte Sängerinnen und Sänger mit meist tiefem Timbre ihrer Stimme veröffentlicht haben. Beispiele aus der Vergangenheit sind Christa Ludwig, Janet Baker, sowie Hermann Prey und Walter Berry. Sänger und Sängerinnen einer jüngeren Generation, wie Ian Bostridge und Deniz Uzun haben das Stück ebenfalls in ihrem Repertoire.